# سفارة لبنان في أوكرانيا
سفارة لبنان في أوكرانيا هي أرفع تمثيل دبلوماسي لدولة لبنان لدى أوكرانيا. تقع السفارة في كييف وهي تهدف لتعزيز المصالح اللبنانية في أوكرانيا.

## وصلات خارجية
- الموقع الرسمي
- قائمة سفارات لبنان
- قائمة السفارات في أوكرانيا